# Paolo Casella
Paolo Casella (* 19. Januar 1938 in Bari; † 27. August 2005 in Rom) war ein italienischer Schauspieler.
Casella trat zwischen 1961 und 1977 in knapp fünfzehn Film- und Fernsehproduktionen auf, darunter zweimal neben Klaus Kinski in Italowestern. 1988 und 1989 war er noch in zwei weiteren Rollen zu sehen. In einigen Filmen wurde er als Paul Sullivan gelistet.

## Filmografie (Auswahl)
- 1967: Landarzt Dr. Brock; Folge: Der Geizkragen
- 1970: Die Bestie (La belva)
- 1971: Der Mörder des Klans (Prega il morto e ammazza il vivo)
- 1974: Zwei durch dick und dünn (Che botte, ragazzi!)